# Jaume Alonso-Cuevillas i Sayrol
Jaume Alonso-Cuevillas i Sayrol   (Barcelona, 22 de novembre de 1961) és un jurista català, advocat, economista, doctor en dret i catedràtic de dret processal de la Universitat de Barcelona. Fou degà de l'Il·lustre Col·legi d'Advocats de Barcelona (1997-2005), president del Consell de l'Advocacia Catalana (1999-2000) i president de la Federació dels Col·legis d'Advocats d'Europa (2005-2007). També va ser diputat al Congrés espanyol, elegit a l'abril del 2019 per la candidatura de Junts per Catalunya de la circumscripció de Girona.

## Biografia
Es llicencià en Dret per la Universitat de Barcelona el 1984. Desenvolupà, des d'aquell mateix any, tasques docents al departament de Dret Administratiu i Dret Processal. Va obtenir també el Diploma en Dret Civil Català a la Universitat de Barcelona i fou habilitat per a intervenir davant el Tribunal Eclesiàstic de l'Arxidiòcesi de Barcelona, l'any 1984. El 1987 va ser nomenat president del Grup d'Advocats Joves de Barcelona.
L'any 1990, aconseguí el doctorat amb la qualificació d'excel·lent “cum laude” per unanimitat i, tres anys després, es convertí en professor titular de la Universitat de Barcelona de l'Àrea de Dret Processal. Un any després, el 1991, va ser nomenat president de la "Secció de Dret Processal" de l'Il·lustre Col·legi d'Advocats de Barcelona, fins a l'any 1997.
L'any 1997 es va convertir en el degà més jove de l'Il·lustre Col·legi d'Advocats de Barcelona (càrrec que va ostentar fins a 2005). Durant aquests anys de deganat fou també president de la Comissió de Noves Tecnologies del Consell General de l'Advocacia Espanyola (1998-2001) i president del Consell de l'Advocacia Catalana (1999-2000).
El 1999, va ser nomenat vicepresident del Consell General de l'Advocacia Espanyola (càrrec que va exercir fins al 2005) i president de l'Associació Catalana per a l'Arbitratge (càrrec que va exercir fins al 2004). Entre els anys 2000 i 2004 va ser president de la Comissió de Dret Processal de la "Association Européene des Advocats". Entre els anys 2003 i 2004 va ser president de la Comissió de Relacions amb l'Administració de Justícia del Consell General de l'Advocacia Espanyola i el 2005 va ser designat acadèmic electe de la Reial Acadèmia de Doctors.
Des de setembre de 2006 és catedràtic de Dret Processal de la Universitat de Barcelona, institució en la qual ha desenvolupat la major part del seu treball acadèmic, on aconseguí la càtedra l'any 2011.
El 2014 es va llicenciar en Ciències Econòmiques i Administració d'Empreses a la universitat Abat Oliba CEU.
El 2015, va rebre el primer Premi Ferran Termes (atorgat per la Sindicatura de Comptes de Catalunya, el Col·legi d'Economistes de Catalunya, el Col·legi de Censors Jurats de Comptes de Catalunya, Associació Catalana de Comptabilitat, entre d'altres) pel seu treball «Eficiència i transparència del sistema judicial espanyol en el context europeu: Anàlisi comparativa i propostes de millora».
Arran de l'acusació al govern Puigdemont per la convocatòria del referèndum de l'1 d'Octubre que va provocar l'empresonament de part del govern i l'exili de la resta de membres, Alonso-Cuevillas va convertir-se en l'advocat del president Puigdemont des de finals 2017. Seguint la línia d'explicació del procés independentista català que Carles Puigdemont va realitzar a l'esfera internacional, el seu advocat va realitzar, al llarg de l'any 2018, un seguit de conferències explicant l'evolució del procés acusatori contra el govern català i, específicament, contra Carles Puigdemont com a màxim responsable del govern.
A l'abril del 2019 va ser elegit diputat al Congrés dels Diputats per la candidatura de Junts per Catalunya de la circumscripció de Girona, càrrec que va revalidar en les eleccions de novembre, encara que per Barcelona. Al Congrés va formar part del grup de diputats animalistes. El març de 2021 va renunciar a l'escó al Congrés, després de ser escollit diputat al Parlament de Catalunya. Durant un mes va ser secretari segon de la cambra; hi va renunciar després de qüestionar l'admissió per part de la Mesa de resolucions que suposarien una inhabilitació dels seus membres. Al Parlament, presideix la comissió d'Acció Exterior i és vicepresident de la de Justícia.